# Oblast' dell'Amur
L'oblast' dell'Amur (in russo Амурская область?, Amurskaja oblast') è un'oblast' della Russia situata nell'Estremo Oriente russo, a circa 8000 km di distanza da Mosca, con capoluogo Blagoveščensk.
Nel 1921 fu sede dell'ultima enclave antibolscevica, il Governo provvisorio del Priamur'e.
I principali fiumi sono l'Amur, la Zeja e la Bureja.

## Geografia antropica

### Suddivisioni amministrative

#### Rajon
La oblast' dell'Amur comprende 20 rajon (fra parentesi il capoluogo):
- Archarinskij (Archara)
- Belogorskij (Belogorsk)
- Blagoveščensk (Blagoveščensk)
- Burejskij (Novoburejskij)
- Ivanovskij (Ivanovka)
- Konstantinovskij (Konstantinovka)
- Magdagačinskij (Magdagači)
- Mazanovskij (Novokievskij Uval)
- Michajlovskij (Pojarkovo)
- Oktjabr'skij (Ekaterinoslavka)

- Romnenskij (Romny)
- Selemdžinskij (Ėkimčan)
- Seryševskij (Seryševo)
- Šimanovskij (Šimanovsk)
- Skovorodinskij (Skovorodino)
- Svobodnenskij (Svobodnyj)
- Tambovskij (Tambovka)
- Tyndinskij (Tynda)
- Zavitinskij (Zavitinsk)
- Zejskij (Zeja)

#### Città
I centri abitati della oblast' che hanno lo status di città (gorod) sono 9 (in grassetto le città sotto la diretta giurisdizione della oblast', che costituiscono una divisione amministrativa di secondo livello):
- Blagoveščensk
- Belogorsk
- Rajčichinsk
- Šimanovsk
- Skovorodino

- Svobodnyj
- Tynda
- Zavitinsk
- Zeja

#### Insediamenti di tipo urbano
I centri urbani con status di insediamento di tipo urbano sono invece 19 (in grassetto gli insediamenti di tipo urbano sotto la diretta giurisdizione della oblast', che costituiscono una divisione amministrativa di secondo livello):
- Archara
- Bureja
- Ciolkovskij[2]
- Ėkimčan
- Erofej Pavlovič
- Fevral'sk
- Koboldo

- Magdagači
- Novoburejskij
- Novorajčichinsk
- Ogodža
- Progress
- Seryševo
- Sivaki

- Talakan
- Tokur
- Uruša
- Ušumun
- Zlatoustovsk